# 山瀬ダム
山瀬ダム（やませダム）は、秋田県大館市岩瀬字平戸内尻、米代川水系岩瀬川に建設された多目的ダムである。
岩瀬川総合開発事業の一環をなすものである。

## 目的
- 洪水調節 - ダム地点の計画高流量 760m3/sのうち 560m3/sの洪水調節を行い、岩瀬川沿川流域の水害を防除する。

- 流水の正常な機能の維持 - 大渕岱地点下流の岩瀬川沿川地域の既得用水の補給を行う等、流水の正常な機能の維持と増進を図る。

- 水道用水 - 田代町及び能代市に対し、水道用水として新たに 9,000m3/日の取水を可能ならしめる。このうち、田代町に対し、羽貫谷地地点等において 2,000m3/日を、また能代市に対し、中島地点において 7,000m3/日の取水を可能ならしめる。

- 工業用水 - 東北電力能代火力発電所に対し、鶴形地点において新たに 14,000m3/日の取水を可能ならしめる。

- 発電 - 新たに山瀬発電所を建設して、最大出力 2,100kWの発電を行う。

岩瀬川は出水のたびに各所で破堤氾濫し、昭和38年及び昭和47年の洪水の際には甚大な被害を被っている。例えば昭和38年の洪水は、浸水200haを超え、農業や公共土木使節等の被害も近来稀有な規模であった。また、岩瀬川沿川の農業用水は全面的に本川に依存しているが相次ぐ渇水により取水に困難をきたし、抜本的な対策が望まれており、不特定用水の補給を行い、流水の正常な機能の維持を図る必要があった。
田代町の浅井戸を水源としている水道は、渇水時には毎年のように時間給水を余儀なくされていた。また、能代市では市街地への人口集中が急速に進み、港湾整備に伴う船舶用水とあわせて、水道用水の需要の増加が予想されていた。当時の水源は米代川の表流水によっているが、取水可能量は限界に達しており、新たな水源の確保が強く望まれていた。さらに、能代市に建設される石炭を燃料とした能代火力発電所の工業用水の新規開発するとともに、これらの水資源の有効利用を計るため、新たにダムを建設することになった。

## 流域の概要とダムの形式の決定
岩瀬川は青森県との県境三ッ森山(949.4m)に源を発し繋沢、内町沢を合流して岩瀬川となり、大館市岩瀬地区において米代川に合流する流域面積 122.9km2、流域延長30kmの1級河川である。流域内の年間降水量は平均 2,000mmと多い方であるが、ほとんどが積雪によっているため融雪期を過ぎると河川水は枯渇してしまう。しかし夏期には流域内に田代岳がそびえているため湿った空気が田代岳にあたり集中豪雨となりやすい。流域はダムサイトの大淵岱地区（ダム湖により水没）上流にはほとんど住家はなく山林を利用した森林事業が行われている。
ダムの調査は昭和49年度から県単独調査費により予備調査を開始された。ダムサイト及び湛水域を構成する地質は、主に第三紀中新世の凝灰岩類と第四紀洪積世の田代岳噴出物よりなる。ダム右岸部の基盤が泥流堆積層であることから、山瀬ダムは中央コア型ロックフィルダムとした。

## 観光

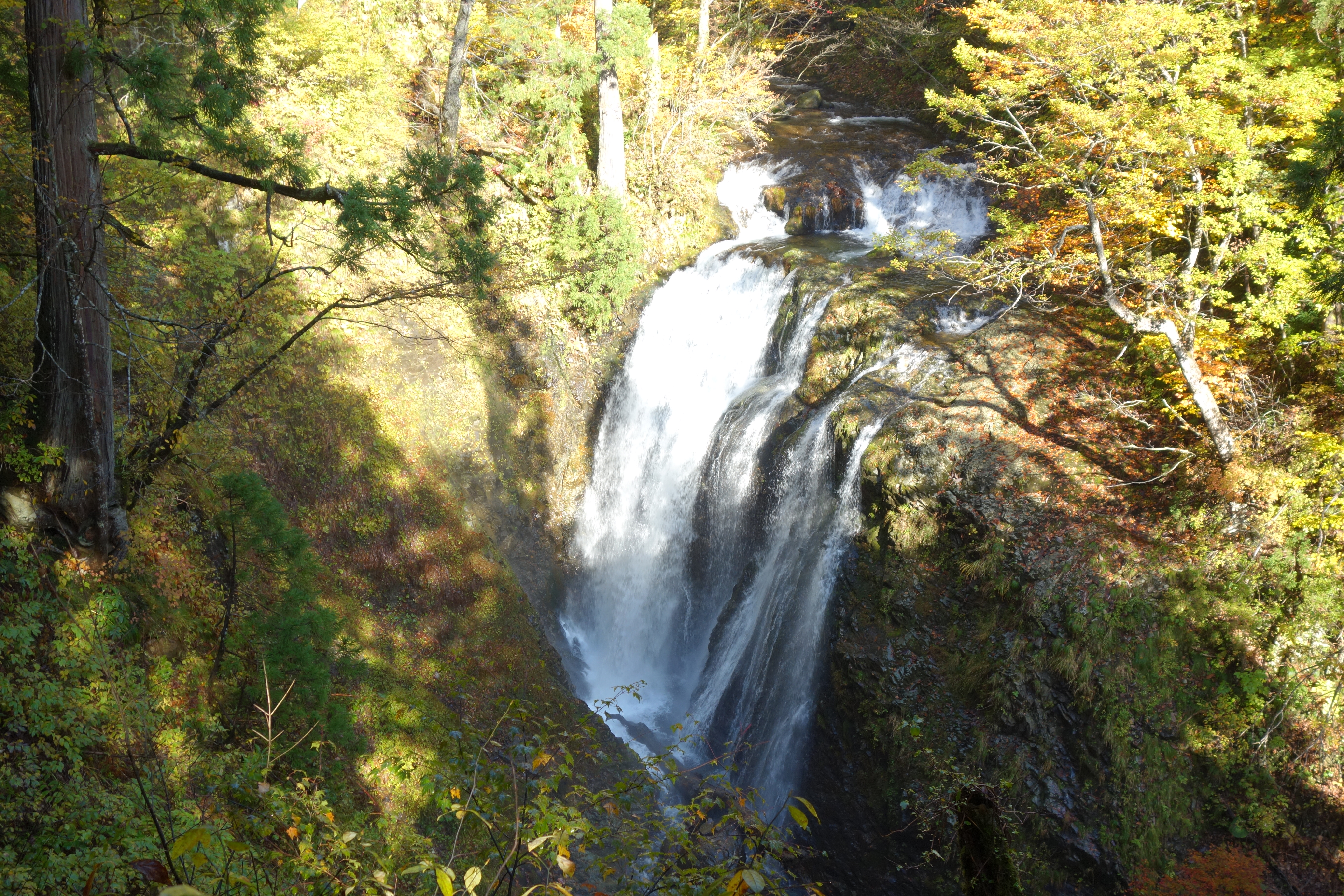
ダム湖の名前の元
五色の滝

「五色湖祭り」や、大館市民限定のバスツアーに参加すると、ダム堤体の内部に降りて設備を見学できる。ダムの近辺には、緑地公園や、青森県大鰐町との県境にある、高さ24ｍの巨岩、通称石の塔への登山道もある。キャンプや渓流釣り、タケノコ採り、紅葉の名所などさまざまな観光スポットとして人気がある。